# Besleria leucostoma
Besleria leucostoma är en tvåhjärtbladig växtart som först beskrevs av William Jackson Hooker, och fick sitt nu gällande namn av Johannes von Hanstein. Besleria leucostoma ingår i släktet Besleria och familjen Gesneriaceae. Inga underarter finns listade i Catalogue of Life.